# Sui Generis (statuut)
Sui Generis is een statuut in België voor artsen in opleiding. Het is een soort werknemersstatuut dat gebruikt wordt voor medisch specialisten en voor huisartsen in hun HAIO-stage (vroeger HIBO). Ook bepaalde onthaalouders werken onder dit statuut.

## Werking
Voor de huisartsen treedt een vzw op als werkgever. In België zijn dit voor de Nederlandstalige huisartsen "SUI vzw" en voor de Franstaligen "Centre de Coordination Francophone pour la Formation en Médecine Générale asbl" (CCFFMG asbl).
Er zijn enkel uitzonderingen in Wallonië waarbij het ziekenhuis rechtstreeks een contract afsluit met huisartsen in opleiding.
Bij de specialisten in opleiding maakt het ziekenhuis waar zij stage lopen het contract van dit statuut op.

## Kenmerken
Ondanks de stageperiode krijgt de arts een loon en gedeeltelijke sociale bescherming van werknemers waaronder langdurige ziekte, zwangersschapsverlof en kinderbijslag.
De arts is echter niet beschermd tegen (technische) werkloosheid, de stage geeft geen recht op pensioenopbouw, ouderschapsverlof, er is geen vakantiegeld en geen dertiende maand. Ook bepaalde stelsels als palliatief verlof zijn niet mogelijk.
Het statuut heeft ook een einde gemaakt aan het misbruik van artsen die verplicht werden veel uren te werken. Het maximum is nu vastgelegd op 48 uur. Vaak wordt dit nog uitgebreid naar een 60-uur contract, door middel van een opting-out contract. Volgens bevragingen van HAIOs en ASOs worden deze limieten nog vaak niet gerespecteerd door stagemeesters. 
Betaalde medische nevenactiviteiten zijn niet toegestaan.
Daarnaast kan de erkenningscommissie op het einde bepalen dat de opleiding te kort was, door bijvoorbeeld zwangerschapsverlof, en een uitbreiding van de stageperiode opleggen.